# Ampferstein
L'Ampferstein est une montagne culminant à 2 556 m d'altitude dans les Alpes de Stubai.

## Géographie
Le Malgrubenspitze, l'Ampferstein et le Marchreisenspitze constituent l'ensemble de trois montagnes visible depuis Axamer Lizum, au fond de la vallée de l'Inn.
L'Ampferstein se situe dans le chaînon du Kalkkögel. Au nord du sommet principal, il y a le Schneiderspitze.

## Ascension
La voie la plus facile est le Lustige-Bergler-Steig, une via ferrata peu difficile, qui part de Halsl, passe par le Marchreisenspitze et rejoint l'Ampferstein. Il est possible aussi de prendre une voie d'éboulis.